# 레니 요로
레니 올리비에 요로(프랑스어: Leny Olivier Yoro, 2005년 11월 13일 ~ )는 프랑스의 축구 선수이며, 맨체스터 유나이티드에서 센터백으로 뛰고 있다.